# Ulrich Foerste
Ulrich Foerste (* 1955 in Münster) ist ein deutscher Jurist. Er war Professor an der Universität Osnabrück.

## Leben
Foerste studierte Rechtswissenschaften und wurde 1985 an der Universität Münster bei Wolfgang Harms zum Dr. jur. promoviert. 1992 folgte seine Habilitation an der Universität Göttingen, mit der er die venia legendi für die Fächer Bürgerliches Recht und Zivilprozessrecht erwarb. Im Jahre 1993 wurde Foerste Professor an der Universität Konstanz. 1995 wechselte Foerste an die Universität Osnabrück, wo er den Lehrstuhl für Bürgerliches Recht und Zivilprozessrecht, dem Institut für Unternehmens- und Wirtschaftsrecht zugeordnet, innehatte. Von 2006 bis 2017 war er „Ombudsmann zur Sicherung guter wissenschaftlicher Praxis und zum Umgang mit wissenschaftlichem Fehlverhalten“ an der Universität Osnabrück. Seit dem 1. April 2023 befindet er sich im Ruhestand.

## Werke und Herausgeberschaften (Auswahl)
- Grenzen der Durchsetzung von Verfügungsbeschränkung und Erwerbsverbot im Grundstücksrecht. Duncker & Humblot, Berlin 1986, ISBN 3-428-06055-5. (Dissertation)
- Ulrich Foerste, Friedrich Graf von Westphalen (Hrsg.): Produkthaftungshandbuch. 3. Auflage. C.H. Beck, München 2012, ISBN 978-3-406-60387-7.
- Insolvenzrecht. 8. Auflage. C.H. Beck, München 2022, ISBN 978-3-406-77981-7.